# Lihi Kornowski

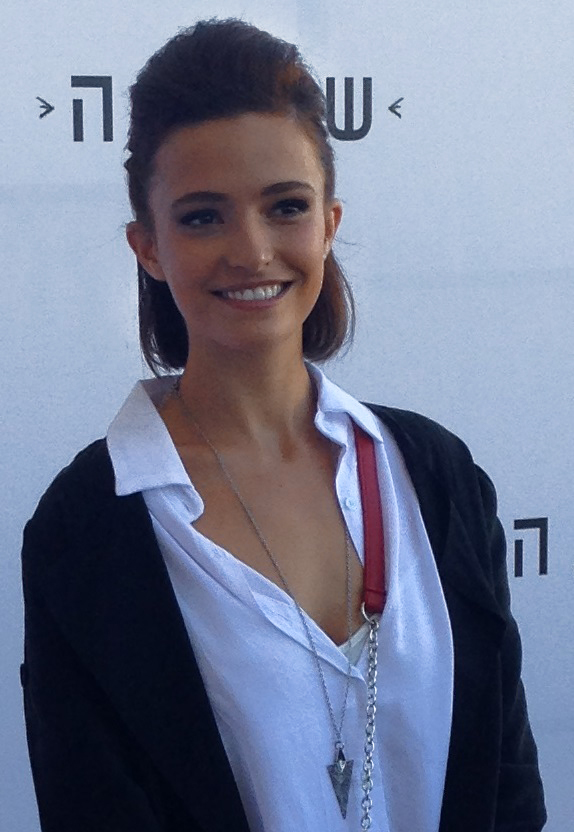
Lihi Kornowski

Lihi Kornowski (hebräisch ליהי קורנובסקי; * 24. November 1992 in Kfar Saba) ist eine israelische Schauspielerin und Model.

## Biografie
Kornovski wurde am 24. November 1992 in Kfar Saba geboren. Im Alter von 16 Jahren zog sie mit ihrer Familie nach Givʿatajim. Sie besuchte die Thelma Yelin High School.
Ihr Debüt gab sie 2012 in der Fernsehserie Yomanei HaChofesh HaGadol. Von 2014 bis 2018 war sie in Shchuna zu sehen. 2016 wurde sie für den Film The Intruder gecastet. Anschließend bekam sie 2020 in dem Film Sublet eine Hauptrolle. Im selben Jahr trat sie in Kibutznikim auf. Außerdem spielte sie 2022 in Crimes of the Future mit.
Kornowski ist mit dem Schauspieler  Roy Nick verheiratet.

## Filmografie
Filme
- 2016: The Intruder
- 2018: Wine Stories
- 2019: I was born in Jerusalem and I’m still alive
- 2020: Sublet
- 2022: Crimes of the Future
- 2023: Daniel Auerbach
- 2024: Air War

Serien
- 2012–2013: Yomanei HaChofesh HaGadol (4 Folgen)
- 2014: A very important man (Ish Hashuv Meod, 2 Folgen)
- 2014–2018: Shchuna (136 Folgen)
- 2015–2016: Kill the Grandmother
- 2018–2022: Queens (Malkot, 21 Folgen)
- 2018–2019: Kfulim (9 Folgen)
- 2020: Kibutznikim (7 Folgen)
- 2020: Losing Alice (8 Folgen)
- 2021: Who Died? (10 Folgen)
- 2023: Red Skies (8 Folgen)
- 2024: We Were the Lucky Ones (4 Folgen)